# 皮夫尼 (沃茲涅先斯克區)
47°46′54″N 31°52′52″E / 47.78167°N 31.88111°E

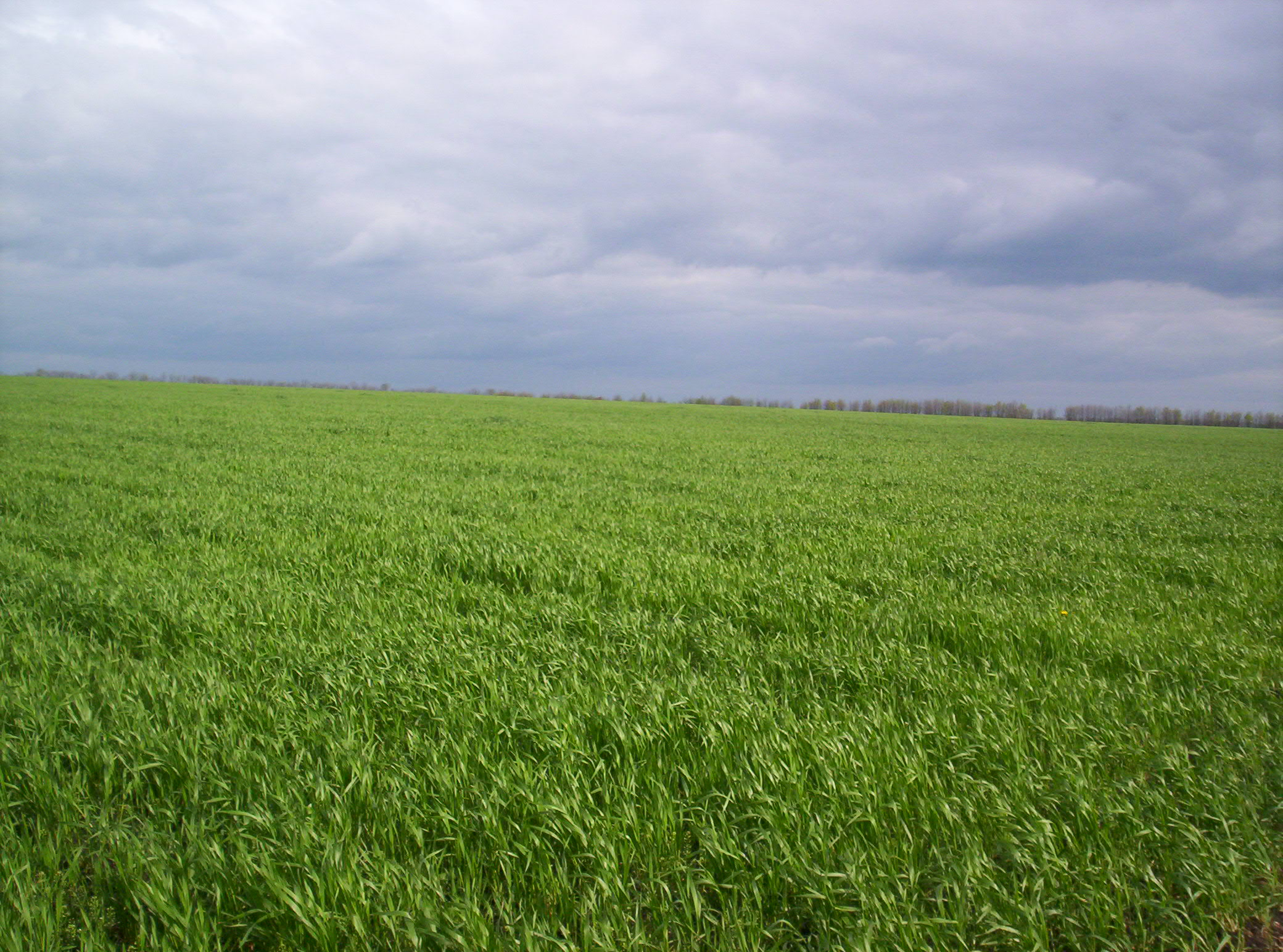
麦田

皮夫尼（烏克蘭語：Півні），是烏克蘭南部尼古拉耶夫州沃兹涅先斯克区葉拉涅茨市鎮的村落。始建於1925年，面積0.29平方公里，海拔高度71米，2001年人口87，人口密度每平方公里300人。